# Наволокское городское поселение
Наволо́кское городское поселение — муниципальное образование в составе Кинешемского района Ивановской области. 
Административный центр — город Наволоки.

## География
Поселение расположено в западной части Кинешемского района, северо-восточной части Ивановской области, в бассейне реки Волги. На востоке граничит с городском округом город Кинешма, на севере с Заволжским районом, на юго-западе с Вичугским районом, на юго-востоке с Горковским сельским поселением Кинешемского района. Территория поселения составляет 9 497 га.
Климат умеренно-континентальный, характеризующийся холодной многоснежной зимой и тёплым летом. Почвы преобладают среднеподзолистые, супесчаные и глинистые. Леса смешанные. Фауна насчитывает более 140 видов диких птиц, до 40 видов рыб, более 20 видов диких млекопитающих. Поселение входит в число экологически благоприятных регионов России и имеет богатый рекреационный потенциал с водными и лесными ресурсами, ландшафтами и целебными источниками.

## История
Первое упоминание о селе Наволоки находится в Выпуске 5 «Для Костромской и Плесской десятин Костромского уезда» за 1912 год (стр. 93), где упоминается 1623 год.
Описание сельца Наволок содержится в актах 1775 года:

Сельцо Наволок Ивана  Михайловича сына Колошина и Ивана Федоровича Хрущева. Число дворов — 8. По ревизии душ мужчин 19, женщин 19, под усадьбою — десятин 1, сажен — 1900. Пашни 94 десятин, сенных покосов 6, лесу 7, не удобных мест 14, всего — 123 десятины и 1492 сажен.
В том же 1775 году при Генеральном межевании Кинешемского уезда Костромской губернии упоминается село Наволоки и расположенный в нём храм Успения Пресвятой Богородицы.
В «Справочной книге», изданной Костромской епархией в 1911 году дано описание земель:

Земли церковные в пользовании причта: усад — 1780 кв. сажен, пахотный — 33 десятины, сенокос — 1270 кв. сажен. Кроме того, есть 1 десятина 544 кв. сажен земли, пожертвованной священником Любимоградским. Прихожан — 968 мужского пола и 1143 женского пола. По роду занятий приход смешанный: сельскохозяйственный и фабричный. Приходских селений 20, из них дальние в 7 верстах от церкви. В приходе в с. Наволок две двухклассные школы: церковно-приходская и Министерства народного просвещения и одна одноклассная земская школа».
В 1875 году в Наволоках имелось 19 дворов и 76 жителей. В Калачеве было 16 домов. Имелся двухэтажный дом лесовладельца Цветкова и рейнский погреб с вином - торговали ситром и красными винами.
В Погорелке был короткий ряд домов. В Поповке проживало не более десятка семей. Имелись Левые и Правые Кочки с небольшим число домов.
В 1880 году вичугские купцы П. Г. Миндовский и И. А. Бакакин основали в сельце Наволоки небольшую ткацкую фабрику. 27 июня 1880 года, день подписания царского Указа об учреждении «Товарищества Волжской мануфактуры бумажных и льняных изделий» считается днем рождения хлопчато-бумажного комбината «Приволжская коммуна», ныне ООО «Навтекс», основного градообразующего предприятие поселения. Город появился и вырос благодаря этому текстильному гиганту.
На начало строительства этой фабрики в 1880 году указывает запись в книге «Узаконение и распоряжение правительства»:

Государь император по положению Комитета министров Высочайше повелеть соизволил разрешить потомственному гражданину г. Кинешмы 1-й гильдии купцу Петру Галактионовичу Миндовскому и юрьевецкому 1-й гильдии купцу Ивану Александровичу Бакакину — учредить товарищество на паях под названием «Товарищество Волжской м-ры бумажных и льняных изделий П. Миндовского и И. Бакакина, на основании устава удостоенного Высочайшего рассмотрения и утверждения в 27 день июня 1880 г.
Полы, балки, перекрытия и колонны были сделаны из дерева. Ткацкие станки и другое оборудование приводились в движение через передачи двумя паровыми машинами мощностью в 350 и 150 лошадиных сил. Вначале фабрика производила только льняные холсты. Вскоре началось изготовление также бумажных тканей. Сырьем служили лен из Юрьевца и Костромы и хлопок из Египта и Америки. Производилась бумажная и льняная пряжа, льняные, полульняные и бумажные холсты, узорчатые, ажурные ткани. Также ассортимент включал полотенца, простыни, платки и скатерти.
Фабриканты скупали у разорившихся помещиков и крестьян в районе Наволок пашню, угодья, леса, земли побережья Волги. За короткий срок они приобрели около 1400 десятин земли. На ней быстрыми темпами были построены новые корпуса. Росли количество ткацких станков и объём основного капитала. Если в 1880 году фабрика имела 300 станков, то спустя шесть лет — втрое с лишним больше. Основной капитал к 1894 году вырос вчетверо и составлял более 1 миллиона рублей. Этот капитал ежегодно давал прибыли 20 % и более. В 1890 году на фабрике было занято 1300 рабочих, что делало её одной из крупных фабрик страны. В сравнении, в Кинешме на девяти фабриках и заводах общее количество работающих составляло 1748 человек.
В 1935 году рабочий посёлок Наволоки стал районным центром.
В мае 1938 года Постановлением Президиума Верховного Совета СССР рабочий посёлок Наволоки получил статус города.
Территория Наволокского городского поселения составляет часть территории Наволокского района Ивановской области с центрам в Наволоках, существовавшего в 1935—1958 годах.
В 2002 году в селе Первомайский на базе предприятия ОАО «Кинешемская хлебная база № 14» создан крупный Зерновой терминал «Волга», принимающий в том числе суда типа «река-море» грузоподъёмностью до 5 тысяч тонн из стран Западной Европы.
Наволокское городское поселение образовано 25 февраля 2005 года в соответствии с Законом Ивановской области № 42-ОЗ. В его состав вошёл город Наволоки и населённые пункты упразднённого Долговского сельского округа (сельсовета).

## Население
| 2002    | 2010    | 2011    | 2012    | 2013    | 2014    | 2015    |
| ------- | ------- | ------- | ------- | ------- | ------- | ------- |
| 15 049  | ↘13 475 | ↘13 433 | ↘13 245 | ↘13 103 | ↘13 011 | ↘12 964 |
| 2016    | 2017    | 2018    | 2019    | 2020    | 2021    |         |
| ↘12 816 | ↘12 639 | ↘12 417 | ↘12 230 | ↘12 088 | ↘10 524 |         |

## Состав городского поселения
Поселение состоит из одного города Наволоки и 18 сельских населённых пунктов.
| №  | Населённый пункт | Тип населённого пункта        | Население (2010) |
| -- | ---------------- | ----------------------------- | ---------------- |
| 1  | Антропиха        | деревня                       | 0                |
| 2  | Быковка          | деревня                       | 16               |
| 3  | Вахутино         | деревня                       | 0                |
| 4  | Гавшино          | деревня                       | 6                |
| 5  | Долгово          | деревня                       | 85               |
| 6  | Ищеино           | деревня                       | 32               |
| 7  | Коростелево      | деревня                       | 0                |
| 8  | Лаптиха          | деревня                       | 3                |
| 9  | Наволоки         | город, административный центр | ↘8167 (2021)     |
| 10 | Новое Рощино     | деревня                       | 80               |
| 11 | Октябрьский      | село                          | ↘1897            |
| 12 | Первомайский     | село                          | 779              |
| 13 | Санково Большое  | деревня                       | 0                |
| 14 | Станко           | село                          | 319              |
| 15 | Тарасиха         | деревня                       | 40               |
| 16 | Токово           | деревня                       | 0                |
| 17 | Тревражное       | деревня                       | 1                |
| 18 | Шишкино Большое  | деревня                       | 0                |
| 19 | Ярышкино         | деревня                       | 11               |